# Sørøya
Sørøya (en sami septentrional: Sallán) és la quarta illa més gran de Noruega, i es divideix entre els municipis de Hasvik i Hammerfest. Sovint s'afirma que és "una de les més belles" illes de Noruega.
L'illa està envoltada pel mar de Noruega al nord i l'estret de Sørøysundet al sud. A l'altre costat hi té tres grans illes: Stjernøya, Seiland i Kvaløya. L'illa de Sørøya no té cap pont o túnel d'accés, només una ruta regular de ferri des de Hasvik al continent. L'aeroport de Hasvik està situat a l'extrem sud de l'illa. L'illa té una població de 1092 habitants.